# UY Голубя
UY Голубя (лат. UY Columbae), HD 40765 — одиночная переменная звезда в созвездии Голубя на расстоянии приблизительно 1542 световых лет (около 473 парсек) от Солнца. Видимая звёздная величина звезды — от +9,12m до +8,95m. Возраст звезды определён как около 1,477 млрд лет.
Открыта Дональдом Уэйном Курцем и др. в 1995 году*.

## Характеристики
UY Голубя — жёлто-белая пульсирующая переменная звезда типа Дельты Щита (DSCT) спектрального класса F1SrCrEu, или F2. Масса — около 1,932 солнечной, радиус — около 3,728 солнечного, светимость — около 24,099 солнечной. Эффективная температура — около 6706 K.